# Bousbach
Bousbach (fràncic lorenès Buschboch) és un municipi francès situat al departament del Mosel·la i a la regió del Gran Est. L'any 2007 tenia 1.123 habitants.

## Demografia

### Població
El 2007 la població de fet de Bousbach era de 1.123 persones. Hi havia 419 famílies, de les quals 78 eren unipersonals (37 homes vivint sols i 41 dones vivint soles), 138 parelles sense fills, 179 parelles amb fills i 24 famílies monoparentals amb fills.
La població ha evolucionat segons el següent gràfic:
Habitants censats

### Habitatges
El 2007 hi havia 440 habitatges, 423 eren l'habitatge principal de la família i 17 estaven desocupats. 364 eren cases i 75 eren apartaments. Dels 423 habitatges principals, 323 estaven ocupats pels seus propietaris, 81 estaven llogats i ocupats pels llogaters i 18 estaven cedits a títol gratuït; 2 tenien una cambra, 10 en tenien dues, 23 en tenien tres, 95 en tenien quatre i 293 en tenien cinc o més. 402 habitatges disposaven pel capbaix d'una plaça de pàrquing. A 133 habitatges hi havia un automòbil i a 253 n'hi havia dos o més.

### Piràmide de població
La piràmide de població per edats i sexe el 2009 era:
| Homes | Edats   | Dones |
| ----- | ------- | ----- |
| 0     | 95 o +  | 0     |
| 0     | 90 a 94 | 4     |
| 0     | 85 a 89 | 16    |
| 4     | 80 a 84 | 0     |
| 4     | 75 a 79 | 4     |
| 20    | 70 a 74 | 24    |
| 16    | 65 a 69 | 12    |
| 32    | 60 a 64 | 36    |
| 20    | 55 a 59 | 32    |
| 20    | 50 a 54 | 20    |
| 44    | 45 a 49 | 44    |
| 36    | 40 a 44 | 48    |
| 52    | 35 a 39 | 40    |
| 48    | 30 a 34 | 32    |
| 20    | 25 a 29 | 28    |
| 20    | 20 a 24 | 12    |
| 36    | 15 a 19 | 24    |
| 52    | 10 a 14 | 28    |
| 36    | 5 a 9   | 28    |
| 24    | 0 a 4   | 20    |

## Economia
El 2007 la població en edat de treballar era de 758 persones, 546 eren actives i 212 eren inactives. De les 546 persones actives 495 estaven ocupades (285 homes i 210 dones) i 51 estaven aturades (18 homes i 33 dones). De les 212 persones inactives 64 estaven jubilades, 68 estaven estudiant i 80 estaven classificades com a «altres inactius».

### Ingressos
El 2009 a Bousbach hi havia 424 unitats fiscals que integraven 1.117,5 persones, la mediana anual d'ingressos fiscals per persona era de 19.802 €.

### Activitats econòmiques
Dels 28 establiments que hi havia el 2007, 1 era d'una empresa extractiva, 1 d'una empresa alimentària, 5 d'empreses de construcció, 6 d'empreses de comerç i reparació d'automòbils, 1 d'una empresa de transport, 1 d'una empresa d'hostatgeria i restauració, 1 d'una empresa d'informació i comunicació, 2 d'empreses financeres, 1 d'una empresa immobiliària, 4 d'empreses de serveis, 2 d'entitats de l'administració pública i 3 d'empreses classificades com a «altres activitats de serveis».
Dels 7 establiments de servei als particulars que hi havia el 2009, 1 era una oficina bancària, 1 lampisteria, 2 electricistes, 1 empresa de construcció, 1 perruqueria i 1 restaurant.
Dels 2 establiments comercials que hi havia el 2009, 1 era una botiga de menys de 120 m² i 1 una sabateria.
L'any 2000 a Bousbach hi havia 11 explotacions agrícoles que ocupaven un total de 513 hectàrees.

## Equipaments sanitaris i escolars
El 2009 hi havia 1 escola maternal i 1 escola elemental.

## Poblacions més properes
El següent diagrama mostra les poblacions més properes.